# William Herschel
Friedrich Wilhelm Herschel, later veranderd in Frederick William Herschel (Hannover, 15 november 1738 – Slough, 25 augustus 1822) was een Duits-Britse componist, organist, muziekleraar en astronoom van Duitse (en mogelijk Tsjechische) afkomst.

## Biografie
Herschel was de zoon van de hoboïst en militaire muzikant Isaak Herschel en diens vrouw Anna Ilse Moritzen die woonden in Duitsland maar hij verhuisde op 19-jarige leeftijd naar Engeland, waar hij al spoedig zijn naam veranderde in Frederick William Herschel. In 1816 werd hij aldaar in de adelstand verheven en heette sindsdien officieel sir William Herschel. Herschel begon zijn loopbaan als musicus en componist, en was daar tamelijk succesvol in. Hij heeft een flink aantal symfonieën op zijn naam staan.

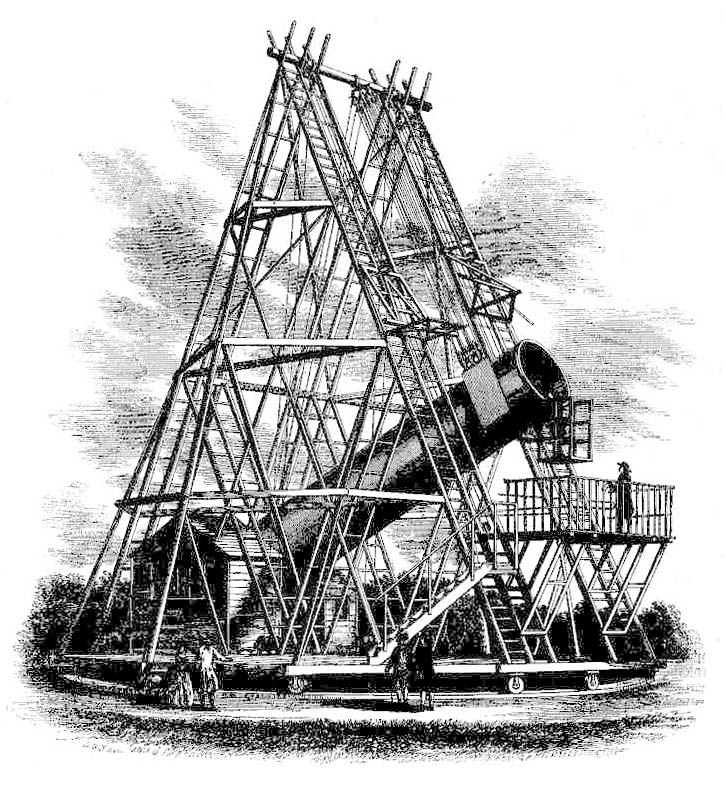
De 12 metertelescoop van Herschel

In zijn vrije tijd studeerde hij wiskunde en astronomie, een passie die hij deelde met zijn zuster Caroline Herschel, die in 1772 eveneens naar Engeland kwam. Tevens bouwde Herschel eigenhandig een enorme telescoop met een brandpuntsafstand van 12 meter, op dat moment de grootste ter wereld.
In 1793 werd hij genaturaliseerd als Brit.

## Heelalcatalogisering
Hij staat bekend als de ontdekker van het feit dat de zon onderdeel is van de Melkweg, een platte schijf van sterren. Ook ontdekte hij op 13 maart 1781 de planeet Uranus. In datzelfde jaar kreeg hij de Copley Medal.
Hij catalogiseerde meer dan 800 dubbelsterren en 2500 nevels. Zijn zoon John Herschel ontdekte er nog meer en publiceerde de ontdekte nevels als General Catalogue of Nebulae. In 1888 werd de catalogus door L.E. Dreyer uitgebreid tot 7840 nevels en gepubliceerd onder de naam New General Catalogue. Tegenwoordig worden vele nevels nog aangeduid onder hun NGC-nummer.
In 1785 publiceerde hij zijn beroemde werk On the Construction of the Heavens, waarin hij de eerste beschrijving van de Melkweg in drie dimensies geeft.
In 1787 ontdekte hij de manen Titania en Oberon van de eerder eveneens door hem ontdekte planeet Uranus en in 1789 de maan Mimas van de planeet Saturnus.
In 1789 ontdekte hij Enceladus, een maan van Saturnus.
Herschel is de ontdekker van het infrarood. Hij kwam tot zijn ontdekking door met een thermometer de temperatuur te meten van het spectrum van licht dat door een prisma viel. Hij stelde vast, dat de temperatuur in het rode deel van het spectrum hoger lag dan in het blauwe deel. In het deel van het spectrum dat voorbij het rood lag mat hij nog een hogere temperatuur en hij concludeerde dat in dit deel van het spectrum er licht bestond dat niet voor het menselijk oog waarneembaar is.
De infrarood-ruimtetelescoop Herschel, die ESA op 14 mei 2009 lanceerde, is naar William en Caroline Herschel genoemd. Ook de William Herschel-telescoop die zich op het Canarische eiland La Palma bevindt verwijst naar hem.
- Bibsys: 99019720
- Biblioteca Nacional de España: XX1776375
- Bibliothèque nationale de France: cb14064893z (data)
- Catàleg d'autoritats de noms i títols de Catalunya: 981058524015206706
- CiNii: DA10764985
- Gemeinsame Normdatei: 118841920
- International Standard Name Identifier: 0000 0000 8099 2062
- Library of Congress Control Number: n79083314
- MusicBrainz: 07c4274b-e217-4652-b50f-eb398c3fc9d4
- Mathematics Genealogy Project: 245540
- Nationale Bibliotheek van Tsjechië: jx20061025004
- Nationale bibliotheek van Australië: 35724376
- Nationale Bibliotheek van Israël: 987007262687105171
- Nationale Bibliotheek van Polen: a0000002379721
- Nederlandse Thesaurus van Auteursnamen: 070838836
- Istituto Centrale per il Catalogo Unico: CFIV356061
- SNAC: w6hx1j8c
- Système universitaire de documentation: 074248014
- Trove: 1059248
- Virtual International Authority File: 19885773
- WorldCat: E39PBJcrhjfrmmB3hwBT89rQbd